# Camp Dwyer
Campamento Dwyer es una base de operaciones avanzada del Ejército de los Estados Unidos ubicada dentro del valle del río Helmand en el distrito de Garmsir, provincia de Helmand (Afganistán).

## Historia
La base era originalmente una delantera base operativa aun así en mayo de 2009  esté expandido a un Campamento por Construcción Móvil Naval Battalion Cinco (NMCB 5), sea más allá expandido por NMCB 3 en noviembre de 2011.
La base recibe el nombre del británico James Dwyer (1984-2006), de 29.º Regimiento de Comando Artillería Real, quién fue asesinado el miércoles 27 de diciembre de 2006, envejeció 22, cuándo el vehículo  conduzca golpeado una mina antitanque mientras en una patrulla en del sur Helmand Provincia.
La base era una importante instalación del Cuerpo de Marines de los Estados Unidos y uno de los campamentos más grandes los Marines utilizaron en Del sur Helmand.  Inmediatamente adyacente a, y conectado a la base Marina era una instalación  sabido tan Campamento Gamsir cuál era la sede  de la 1.ª Brigada 215.os Cuerpos.  Algunos Marines se mantuvieron a base de esta base afgana más pequeña cuando parte de un detalle de formación.
La base ha sido significativamente reducida en número y medida físicos de personales asignó. Cuando de enero de 2014 aproximadamente 700 militar y personal de civil es en la base. Y la medida de base ha sido reducida a aproximadamente 1,400 acres.